# Psychoda septempunctata
Psychoda septempunctata är en tvåvingeart som först beskrevs av Philippi 1865.  Psychoda septempunctata ingår i släktet Psychoda och familjen fjärilsmyggor. Inga underarter finns listade i Catalogue of Life.